# El Espinalillo
El Espinalillo är en ort i Mexiko.   Den ligger i kommunen Coyuca de Benítez och delstaten Guerrero, i den södra delen av landet, 290 km söder om huvudstaden Mexico City. El Espinalillo ligger 11 meter över havet och antalet invånare är 1 051.
Terrängen runt El Espinalillo är platt söderut, men norrut är den kuperad. Havet är nära El Espinalillo åt sydväst. Runt El Espinalillo är det ganska glesbefolkat, med 25 invånare per kvadratkilometer. Närmaste större samhälle är Coyuca de Benítez, 5,0 km nordost om El Espinalillo. Omgivningarna runt El Espinalillo är en mosaik av jordbruksmark och naturlig växtlighet.